# Upplands runinskrifter 371
Upplands runinskrifter 371 är en vikingatida runsten av gnejs i Lövhamra, Skepptuna socken och Sigtuna kommun. Stenens höjd över markytan är 2,30 meter och dess största bredd 0,77 meter.

## Inskriften
Translitterering av runraden:
kitil × (u)(k) × brunkitil (þ)(i)(ʀ) × [ris]tu × stin × þina × -...ʀ × ulf × i lukobri × faþur × s[i]... ... ... ...[l]bi × ans × ot uk × sa[l]... ... ... ...[uþ]iʀ bitr × þan hn × kirþi til
Normalisering till runsvenska:
Kætill ok Brunkætill þæiʀ ræistu stæin þenna [æfti]ʀ Ulf i Laughambri(?), faður si[nn] ... [Guð hia]lpi hans and ok sal[u ok Guðs m]oðiʀ bætr þan hann gærði til.
Översättning till nusvenska:
Kättil och Brunkättil de reste denna sten efter Ulv i Lövhamra, sin fader ... Gud hjälpe hans ande och själ och Guds moder bättre än han förtjänade.